# Osteolaemus osborni
Osteolaemus osborni is een krokodilachtige (Crocodilia) uit de familie echte krokodillen (Crocodylidae) en de onderfamilie Crocodylinae. 

## Naam en indeling
De wetenschappelijke naam van de soort werd voor het eerst voorgesteld door Karl Patterson Schmidt in 1919. Oorspronkelijk werd de wetenschappelijke naam Osteoblepharon osborni gebruikt. De soort werd lange tijd beschouwd als een ondersoort van de breedvoorhoofdkrokodil (Osteolaemus tetraspis), maar werd in 2007 als een aparte soort erkend door Christopher Brochu. Hij baseerde deze afsplitsing op verschillen tussen de schedels van de twee soorten.
De soortaanduiding osborni is een eerbetoon aan de Amerikaanse paleontoloog Henry Fairfield Osborn (1857 – 1935).

## Verspreiding en habitat
De soort komt voor in delen van Afrika en leeft endemisch in Congo-Kinshasa. De habitat en levenswijze van de krokodil zijn nog niet goed onderzocht. 

## Uiterlijke kenmerken
Osteolaemus osborni lijkt sprekend op de breedvoorhoofdkrokodil maar heeft een iets andere schedel. Daarnaast heeft Osteolaemus osborni een plattere en dunnere snuit.